# アルヒハレノヒ
『アルヒハレノヒ』(Aluhi-Halenohi) は遊佐未森の8枚目のオリジナルアルバム。1994年9月21日にエピックソニーから発売された。

## 概要
前作のオリジナルミニアルバム『水色』からちょうど半年後に発売された。「アローハ、ミモリータ！」というキャッチフレーズが打ち出され、遊佐自身はこのアルバムのコンセプトを「ハワイアン・テクノ」とも呼んでいる。
「楽園」をテーマに制作されたが、日常生活の中の幸せを歌った歌などもあり、ハワイや南国といった直接的にイメージされる「楽園」だけではなく、より広い意味での「楽園」を歌っている。ジャケット写真は、伊豆の浄蓮の滝で撮影された。
音楽的には遊佐未森の個性が貫かれているが、それまでの遊佐未森のイメージから大きく転換した開放的な雰囲気のアルバムである。アレンジは外間隆史のほか、冨田恵一、野見祐二などが担当している。
先行シングルとして『咲くといいな』が1994年5月21日に、『恋かしら』が1994年7月21日にそれぞれ発売された。『恋かしら』は、シングルとは別バージョン（白玉バッキングトラックを追加）を収録。
なお、次作アルバム『アカシア』の先行マキシシングル『野生のチューリップ』のカップリングには『恋かしら（Amnesia Mix）』としてリミックスバージョンが収録され、先行シングル『たしかな偶然』のカップリングには「Floria」の日本武道館ライブバージョンが収録されている。
本アルバムのコンサートツアー『アローハ・ミモリータ 』（1994年11月10日・日本武道館、「海」のみ別会場）が、ライブビデオ・LD・DVD『ALOHA MIMORITA LIVE SHOW at BUDOKAN Nov.10.1994』に収録されている。

## 収録曲
1. Floria（作詞：外間隆史　作曲：外間隆史　編曲：外間隆史・冨田恵一）
2. 恋かしら（作詞：工藤順子　作曲：外間隆史　編曲：外間隆史・冨田恵一）
3. 逢いたい（作詞：遊佐未森　作曲：遊佐未森　編曲：外間隆史・冨田恵一）
4. 太陽とアイスクリーム(作詞：外間隆史・遊佐未森、作曲：遊佐未森、編曲：野見祐二）
5. 小鳥（作詞：工藤順子　作曲：外間隆史　編曲：トニー・マンスフィールド）
6. バスを降りたら（作詞：工藤順子　作曲：遊佐未森　編曲：野見祐二）
7. 咲くといいな（作詞：遊佐未森　作曲：遊佐未森　編曲：外間隆史・冨田恵一）
8. Slowly（作詞：奥山六九・遊佐未森　作曲：遊佐未森　編曲：トニー・マンスフィールド）
9. 海（作詞：遊佐未森　作曲：遊佐未森　編曲：野見祐二）
シングル『恋かしら』カップリング曲。
10. Diary（作詞：工藤順子　作曲：外間隆史　編曲：外間隆史・冨田恵一）
シングル『咲くといいな』カップリング曲。

## 参加ミュージシャン
- 冨田恵一(Programming, G)
- 青山純(Ds)
- 中原信雄(B)
- 古賀森男(G)
- 外間隆史(Key)
- MECKEN(B) from キリング・タイム
- 駒沢裕城(Pedal Steel)
- 小倉博和(Ukulele, G)
- 高田充晃(Bird Whistle)
- 鶴来正基(P)
- 渡辺等
- 桑野聖(strings)
- トニー・マンスフィールド（en:Tony Mansfield）
- トニー・ヒバート (音楽家)（英語: Tony Hibbert）
- 十亀正司
- 高桑英世
- 十亀有子
- 福井蔵